# Caragh Lake
Caragh Lake (irl. Loch Cárthaí) — polodowcowe jezioro w hrabstwie Kerry w Irlandii. Leży mniej więcej w połowie drogi pomiędzy Killorglin a Glenbeigh.
Jezioro położone jest w dolinie rzeki Caragh. Stanowi popularny cel dla wędkarzy, głównie ze względu na występowanie łososia i pstrąga.
Caragh Lake objęte jest specjalnym obszarem ochrony siedlisk „Killarney’s National Park, MacGillycuddy’s Reeks and Caragh River Catchment”. W 1842 roku w pobliżu jeziora odkryto nowego ślimaka Geomalacus maculosus, zwanego „ślimakiem z Kerry”.